# Bitka pri Campi Cannini
Bitka pri Campi Cannini se je odvila med Alemani in Zahodnim rimskim cesarstvom leta 457. Alemanska vojska je 16. oktobra 456 izkoristila zmedo po porazu rimskega cesarja Avita pri Piacenzi in Placentiji, prečkala Retijske Alpe skozi Švico in Italijo ter dosegla jezero Maggiore. Pri bližnjih Campi Canninih je Alemane v imenu uzurpatorja Majorijana premagal rimski častnik Burco.

## Posledice
Od takrat naprej je Majorijan lahko utrdil svoj nadzor nad Rimom, potem ko je odstavil Avita in Ricimerja postavil za svojo desno roko do usmrtitve leta 461.